# Gaetan (film)
Pour plus de détails, voir Fiche technique et Distribution.
Gaetan est un film dramatique québécois écrit, produit, réalisé et monté par Jules Falardeau et Naïm Kasmi, sorti en 2014. 

## Synopsis
Comédie noire réalisée par Jules Falardeau (fils du célèbre cinéaste feu Pierre Falardeau) et Naïm Kasmi. Récemment sorti de prison, le Montréalais Gaétan Gordon témoigne de son expérience criminelle à titre de tueur à gages. Suivi à travers la ville par une petite équipe de tournage qui l’interroge sur ses homicides tout en demeurant hors champ, Gaétan dévoile quelques secrets de son métier. Mais ce n’est pas tout. À la manière d’une vedette rock, Gaétan explique comment bien choisir une tomate au marché, il recommande de boire du lait pour préserver la santé de son squelette et il enseigne l’importance de « se dévêtir de sa montre » avant de commettre une entrée par effraction. Souverainiste et amoureux de la musique country, cet individu relativement bavard, qui préfère encourager l’agriculture locale, sait notamment comment empoisonner un homme sans se faire voir.

## Fiche technique
- Titre original : Gaetan
- Réalisation : Jules Falardeau et Naïm Kasmi
- Scénario : Jules Falardeau
- Photographie : Naïm Kasmi
- Conception graphique : Adrien Lorion
- Son : Ed Jung Ton
- Montage : Jules Falardeau et Naïm Kasmi
- Musique : Efixair
- Mixage : Maxime Perron
- Production : Jules Falardeau
- Société de production : Noble Art Productions
- Société de distribution : Noble Art Productions
- Pays d'origine :  Québec
- Langue originale : français
- Format : couleur
- Genre : drame
- Durée : 52 minutes
- Date de sortie :
  -  Canada : 25 janvier 2014

## Distribution
- Gaetan Gordon : Gaetan